# Elford
Elford is een civil parish in het bestuurlijke gebied Lichfield, in het Engelse graafschap Staffordshire.